# Amélie d'Oldenbourg
Vous lisez un « bon article » labellisé en 2017.  Il fait partie d'un « thème de qualité ».
Titres
Reine de Grèce
22 novembre 1836 – 23 octobre 1862
(25 ans, 11 mois et 1 jour)
Épouse du prétendant au trône de Grèce
23 octobre 1862 – 26 juillet 1867
(4 ans, 9 mois et 3 jours)
Amélie (ou Amalia) d’Oldenbourg (en allemand : Amalie von Oldenburg et en grec moderne : Αμαλία του Ολδεμβούργου), princesse d'Oldenbourg puis, par son mariage, reine de Grèce, est née dans la cité d'Oldenbourg, dans le grand-duché d'Oldenbourg, le 21 décembre 1818 et morte à Bamberg, dans le royaume de Bavière, le 20 mai 1875. Fille du grand-duc Auguste Ier d'Oldenbourg, Amélie épouse le roi élu Othon Ier de Grèce et devient ainsi la première souveraine du royaume hellène.
Issue d'une petite dynastie protestante d'Allemagne du nord, Amélie d'Oldenbourg s'unit au roi Othon Ier de Grèce le 22 novembre 1836. Arrivée dans son nouveau pays en février 1837, la reine a un impact immédiat sur la vie sociale du royaume. Réputée pour sa vivacité, elle donne ainsi naissance à une tenue de cour qui ne tarde pas à devenir le costume national grec. Elle organise, par ailleurs, la création du jardin national d'Athènes et fonde un important orphelinat, baptisé d'après elle. Éloignée des scandales et très proche de son mari, la souveraine fait preuve d'un grand patriotisme, ce qui lui vaut longtemps le respect de ses sujets.
Peu intéressée par la politique au début de son mariage, Amélie se mêle de plus en plus des affaires du royaume après la révolution de 1843. Au fil des années, son conservatisme et l'incapacité de son couple à donner un héritier orthodoxe au royaume la rendent cependant impopulaire. Victime d'une tentative d'assassinat organisée par Aristídis Dósios en 1861, Amélie est finalement déposée avec son époux l'année suivante. Exilée en Bavière, elle perd son mari en 1867 et finit ses jours à la Neue Residenz de Bamberg.

## Famille
La reine Amélie est la fille aînée du grand-duc Auguste Ier d'Oldenbourg (1783-1853) et de sa première épouse, la princesse Adélaïde d'Anhalt-Bernbourg-Schaumbourg-Hoym (1800-1820). Par son père, elle est la petite-fille du duc Pierre Ier d'Oldenbourg (1755-1829) et de sa femme la princesse Frédérique de Wurtemberg (1765-1785) tandis que, par sa mère, elle descend du prince Victor II d'Anhalt-Bernbourg-Schaumbourg-Hoym (1767-1812) et de son épouse la princesse Amélie de Nassau-Weilbourg (1776-1841).
Amélie a une sœur, la princesse Frédérique d'Oldenbourg (1820-1891), et quatre demi-frères, le grand-duc Pierre II (1827-1900) et les princes Alexandre (1834-1835), Nicolas (1836-1837) et Élimar d'Oldenbourg (1844-1895).
Le 22 novembre 1836, Amélie épouse, à Oldenbourg, le roi Othon Ier de Grèce (1815-1867), deuxième fils du roi Louis Ier de Bavière (1786-1868) et de la reine Thérèse de Saxe-Hildburghausen (1792-1854). De ce mariage ne naît aucun enfant et c'est un lointain cousin d'Amélie, le prince Guillaume de Danemark (1845-1913), qui succède à Othon sous le nom de Georges Ier.

## Biographie

### Une jeunesse en Allemagne

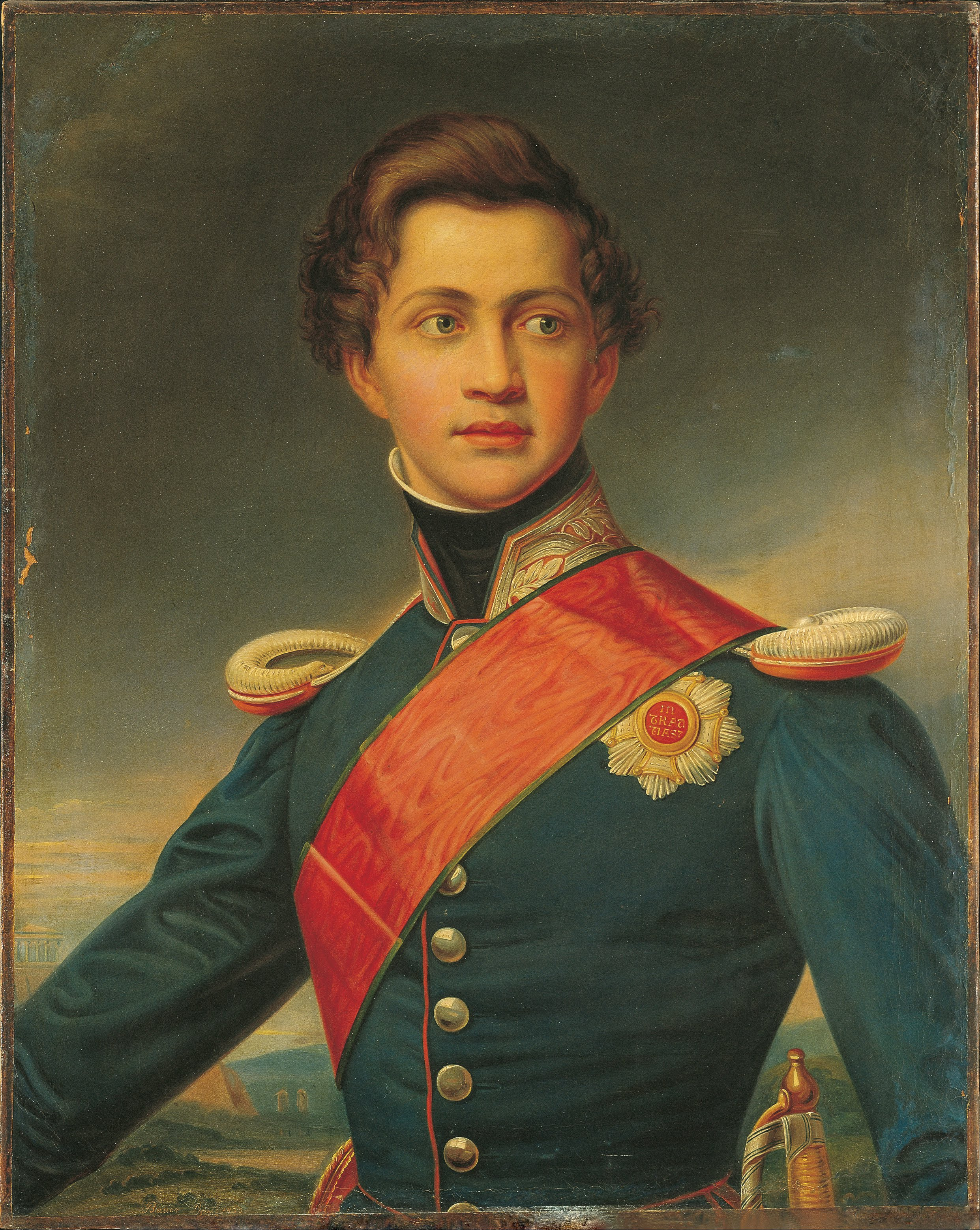
Le jeune Othon Ier de Grèce par Joseph Karl Stieler (v. 1834).

Née dans la cité d'Oldenbourg durant le règne de son grand-père, le duc Pierre Ier d'Oldenbourg (mort en 1829), la princesse Amélie est élevée dans la religion luthérienne. Fille aînée du grand-duc Auguste Ier d'Oldenbourg, l'enfant perd sa mère, la princesse Adélaïde d'Anhalt-Bernbourg-Schaumbourg-Hoym (morte en 1820), à l'âge de deux ans, puis sa tante et belle-mère, la princesse Ida d'Anhalt-Bernbourg-Schaumbourg-Hoym (morte en 1828), à l'âge de dix ans. Quelques années plus tard, en 1831, son père se remarie une dernière fois à la princesse Cécile de Suède.
En mai 1836, Amélie d'Oldenbourg n'a pas encore dix-huit ans lorsque le roi Othon Ier de Grèce quitte son pays pour trouver une épouse en Allemagne,. Boudé par plusieurs princesses, le jeune souverain se rend à Marienbad, en Bohême, où il fait la connaissance de la princesse Amélie, qui y prend alors les eaux en compagnie de sa famille. Peu de temps après, le roi retrouve la jeune fille à Dresde, dans le royaume de Saxe, et lui demande sa main (14 août 1836),. Un contrat matrimonial est signé le 31 août suivant et les épousailles sont finalement organisées dans le grand-duché d'Oldenbourg, le 22 novembre. Célébré successivement dans les rites protestant et catholique, le mariage réunit les parents des deux époux ainsi qu'une foule de courtisans allemands, mais aucun Grec. Devenue la toute première reine du royaume hellène, Amélie accompagne ensuite son époux pour un séjour de plusieurs mois à Munich, en Bavière.

### Une jeune reine populaire
Arrivés au Pirée le 14 février 1837, Amélie et Othon sont reçus par leurs sujets sous les acclamations. Soucieux de flatter l'orgueil national grec, la reine a en effet choisi d'arborer une robe aux couleurs du pays tandis que son époux porte une tenue d'evzone. Athènes est alors un immense chantier urbain qui la fait passer de bourgade rurale à ville moderne. Aussi, le couple prend ses quartiers dans une résidence provisoire, qu'il quitte seulement après l'inauguration du palais royal, en 1843.

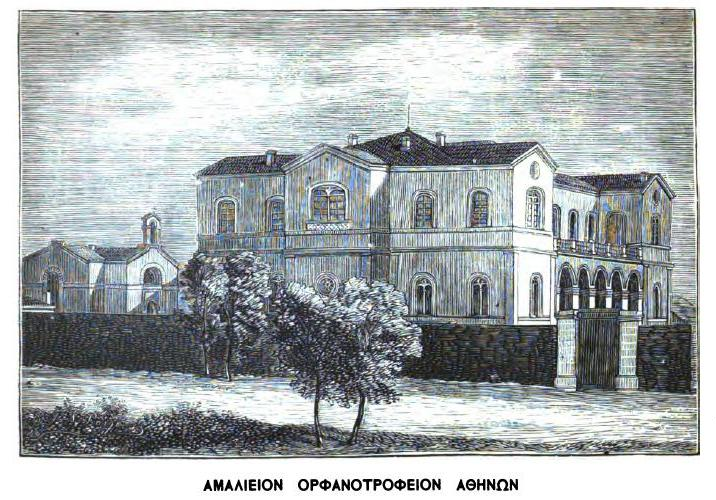
Gravure représentant lAmaléion vers 1882.

Dans les premières semaines de son installation, le comportement d'Amélie choque ses sujets. Éprise d'équitation, la reine effectue quotidiennement de longues chevauchées en amazone dans la capitale et ses environs, ce qui contraste fortement avec le mode de vie de ses contemporaines, encore largement cantonnées dans leur foyer. En outre, Amélie aime beaucoup danser et se montre volontiers joyeuse en public, ce qui la fait passer pour une femme désinvolte auprès des observateurs les plus critiques. Au fil des mois, la reine parvient cependant à se gagner le cœur de ses sujets grâce à sa dignité sans faille, son refus absolu du scandale et sa loyauté permanente vis-à-vis du roi.
La reine a, par ailleurs, un impact immédiat sur la vie sociale et la mode de son nouveau pays. Elle crée ainsi une tenue de cour, encore appelée de nos jours « costume Amélie », qui est à l'origine du vêtement national des femmes grecques. À Athènes, elle commande, en 1839, la plantation d'un immense jardin botanique, qu'elle fait ouvrir chaque après-midi au public. Soucieuse du bien-être de ses sujets, elle fonde, en 1855, un important orphelinat, baptisé Amaléion, qui accueille rapidement 200 enfants abandonnés en son sein. Quelques années plus tard, en 1861, elle favorise la création d'une caisse de retraite destinée à protéger les marins grecs.
Si elle parvient à séduire rapidement les Grecs, la souveraine s'attire également les bonnes grâces des diplomates des puissances garantes de l'indépendance hellène (Royaume-Uni, France et Russie). De fait, même l'ambassadeur britannique Edmund Lyons, qui déteste Othon Ier, se félicite du choix d'Amélie comme nouvelle reine de Grèce.

### La question de la succession au trône
Épousée dans le but de fournir un héritier au trône de Grèce,, Amélie est rapidement confrontée à la stérilité de son couple,. Après un premier espoir de grossesse, qui se termine sans doute par une fausse couche fin 1837, la souveraine et son époux sont suivis plusieurs années dans le but de déterminer l'origine de leur incapacité à procréer. Durant quinze ans, différents avis sont émis par des praticiens grecs et allemands, sans qu'aucun ne parvienne réellement à déterminer la cause de leur problème d'infertilité, ni encore moins à le résoudre.

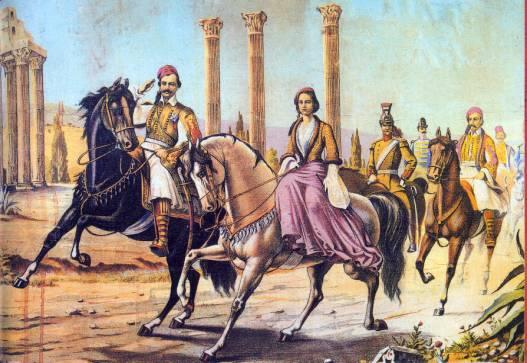
Othon et Amélie durant une de leurs chevauchées à Athènes.

La médecine du XIXe siècle jugeant généralement la stérilité comme une problématique féminine, c'est Amélie qui est au centre de l'attention des médecins, même si des rumeurs persistantes veulent qu'Othon soit atteint d'une malformation bénigne ou souffre d'impuissance. Alors que le roi se voit seulement recommander d'abandonner le port de la fustanelle (ce qu'il refuse de faire), de ne plus monter à cheval et de se reposer plusieurs heures avant d'avoir des relations sexuelles, Amélie subit quant à elle plusieurs examens et traitements douloureux. Après avoir été d'abord interdite d'équitation, son appareil génital est inspecté pour vérifier qu'il est complet et sain. À plusieurs reprises, la souveraine est ensuite obligée de garder vingt-quatre heures dans son vagin une éponge remplie d'eau destinée à élargir sa matrice, jugée trop étroite pour accueillir un embryon. La reine est par ailleurs invitée à prendre régulièrement les eaux, comme le montrent un séjour de plusieurs mois en Suisse en 1838 et ses fréquents bains thérapeutiques à Phalère. Elle n'échappe pas non plus aux recommandations des esprits superstitieux, qui lui conseillent par exemple d'avaler un peu de poudre du pistolet de son mari mélangée à du miel afin de tomber enceinte.
Au fil des années, le couple royal abandonne progressivement l'idée d'avoir des enfants et ses efforts en ce sens s'arrêtent totalement quand Amélie fête ses 35 ans. Conformément aux règles de succession établies en 1832, les souverains se tournent donc vers les frères d'Othon, Luitpold et Adalbert de Bavière, pour assurer la pérennité de leur dynastie. Cependant, ces derniers refusent d'élever leur progéniture dans l'orthodoxie, ce qui choque grandement l'opinion publique grecque,. Dans ces conditions, différents projets sont échafaudés pour trouver un héritier de substitution et, selon certaines rumeurs, Amélie chercherait à imposer sur le trône son jeune demi-frère, le prince Élimar d'Oldenbourg. Vrai ou non, ce projet contribue à éloigner durablement la reine de sa belle-famille.

### Une implication de plus en plus grande dans la vie politique
Durant ses premières années en Grèce, Amélie se mêle peu de politique, même si elle a parfois du mal à cacher l'inquiétude que lui procure l'inertie de son époux ou son antipathie pour certains de ses ministres, comme Ignaz von Rudhart. Les choses évoluent considérablement à partir de septembre 1843. À cette date, l'armée hellène, dirigée par le colonel Dimítrios Kallérgis, organise en effet un coup d'État qui contraint Othon Ier à abandonner l'absolutisme et à accepter la mise en place d'une constitution. Confronté à une situation qu'il n'avait pas anticipée, le roi envisage un moment d'abdiquer et c'est son épouse qui le persuade de se maintenir sur le trône et d'accepter le nouveau régime.

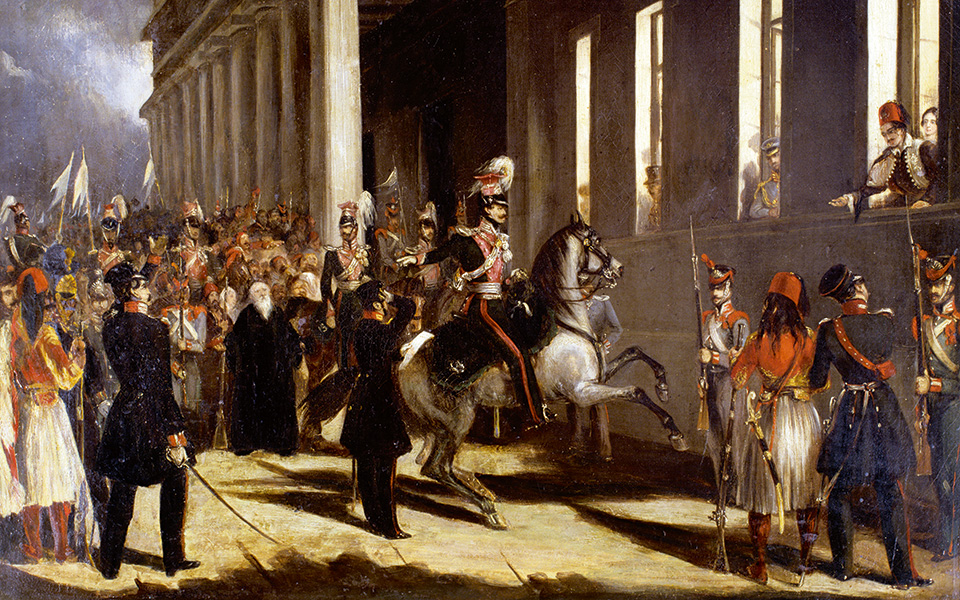
Dimitrios Kallergis se présentant sous les fenêtres d'Othon Ier et d'Amélie, en 1843. Tableau de Henry Martens.

Après ces événements, Amélie se mue en conseillère écoutée de son époux. Elle assiste ainsi à toutes les réunions du cabinet ministériel et sa médiation est fréquemment sollicitée par les diplomates des puissances, via sa grande maîtresse, la baronne Wilhelmine von Plüskow,. Or, la reine professe des opinions résolument conservatrices et s'oppose volontiers au régime constitutionnel en vigueur. Elle soutient ainsi avec force le gouvernement de Ioánnis Koléttis qui dirige la Grèce d'une main de fer entre 1844 et 1847,. La souveraine se montre également nationaliste et n'hésite pas à pousser son époux dans des actions anti-turques, comme au moment de la guerre de Crimée, ce qui aboutit finalement à une mise sous tutelle du royaume hellène (1854-1857).
Bénéficiant de la confiance absolue de son époux, Amélie est nommée à deux reprises régente du royaume de Grèce. C'est le cas, une première fois, en 1850-1851, lorsque Othon se rend en Allemagne pour y suivre une cure, puis, à nouveau, en 1861-1862, quand il retourne en Bavière pour y discuter de la question de la succession au trône avec sa famille. Le sérieux avec lequel la reine remplit alors ses fonctions lui vaut d'ailleurs la reconnaissance de ses sujets puisque le troisième décret de l'Assemblée hellénique lui octroie automatiquement la régence en cas de disparition du souverain et de minorité ou d'absence du diadoque (1852),.
Cependant, au fil des années, les interférences d'Amélie dans le gouvernement la relient de plus en plus étroitement aux échecs politiques de son époux. Elle est ainsi tout autant blâmée que le roi pour l'autoritarisme de la couronne et son incapacité à libérer les Grecs encore placés sous le joug ottoman ou encore à nommer un héritier orthodoxe. Dans ces conditions, la reine est de plus en plus sujette aux critiques et les rumeurs à son encontre se multiplient : son engouement pour les jardins priverait les Athéniens d'eau potable ; elle entretiendrait une liaison avec Dimítrios Kallérgis ; elle et son époux seraient alcooliques, etc.

### De l'attentat de 1861 aux révolutions de 1862
Le 18 septembre 1861, un étudiant du nom d'Aristídis Dósios tente d'assassiner Amélie pendant sa promenade quotidienne à cheval. Au moment de l'attentat, Othon est en voyage à l'étranger et la reine exerce la régence en son absence. Par son geste, le jeune homme espère donc déstabiliser le régime et provoquer une révolution. Son projet ayant échoué, il est condamné à mort mais sa peine est commuée en détention à perpétuité sur intervention de la souveraine. Si Dósios devient, dans certains milieux, un véritable héros national, sa tentative d'assassinat rend une partie de sa popularité au couple royal,.

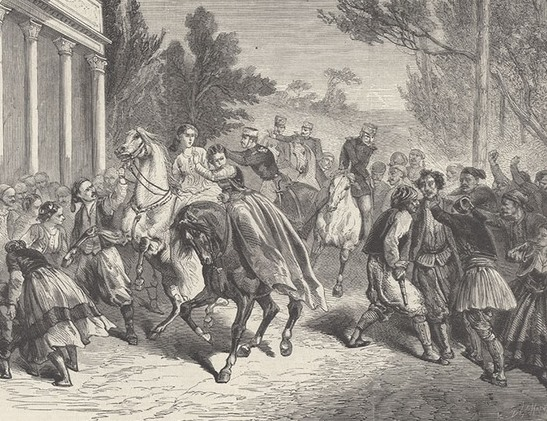
Gravure représentant la tentative d'assassinat d'Aristídis Dósios.

Pourtant, quelques mois plus tard, le 1er février 1862, une insurrection éclate à Nauplie avec, à sa tête, plusieurs personnalités de premier plan, parmi lesquelles Dimítrios Grívas, Pétros Mavromichális et Dimítrios Bótsaris. Dans un premier temps, la révolte fait des émules et des émeutes se produisent à Santorin, Hydra, Tripolizza et en Messénie. Cependant, le pouvoir parvient rapidement à reprendre la situation en mains et la révolte est réprimée dès le 20 mars.
Dans ce contexte mouvementé, Othon et Amélie partent, le 16 octobre, pour un grand voyage en province afin de raffermir les liens entre le peuple grec et la couronne. Cependant, une nouvelle insurrection éclate deux jours plus tard à Vonitsa, sur le golfe d’Arta, avant de se propager à Missolonghi et Patras. Le 22 octobre, l’insurrection s’étend à la capitale et un gouvernement provisoire ayant à sa tête Dimítrios Voúlgaris, Konstantínos Kanáris et Benizélos Roúphos est mis en place. Dès le lendemain, les révolutionnaires proclament la destitution du couple royal et convoquent une assemblée destinée à élire un nouveau monarque,.
Pendant ce temps, les souverains sont amenés à Kalamata par le ministre de la police et placés sous la protection d’un navire de guerre britannique, le Scylla. Face aux événements, Amélie exhorte Othon de résister mais, conseillé par les ambassadeurs des puissances, ce dernier décide de prendre le chemin de l’exil. Malgré tout, le roi refuse d'abdiquer et n'envisage nullement son départ comme définitif,. La déposition des Wittelsbach est pourtant confirmée par un décret du gouvernement grec daté du 2 février 1863 et le prince Guillaume de Danemark est finalement élu roi des Hellènes sous le nom de Georges Ier le 30 mars suivant.

### Une fin de vie en exil

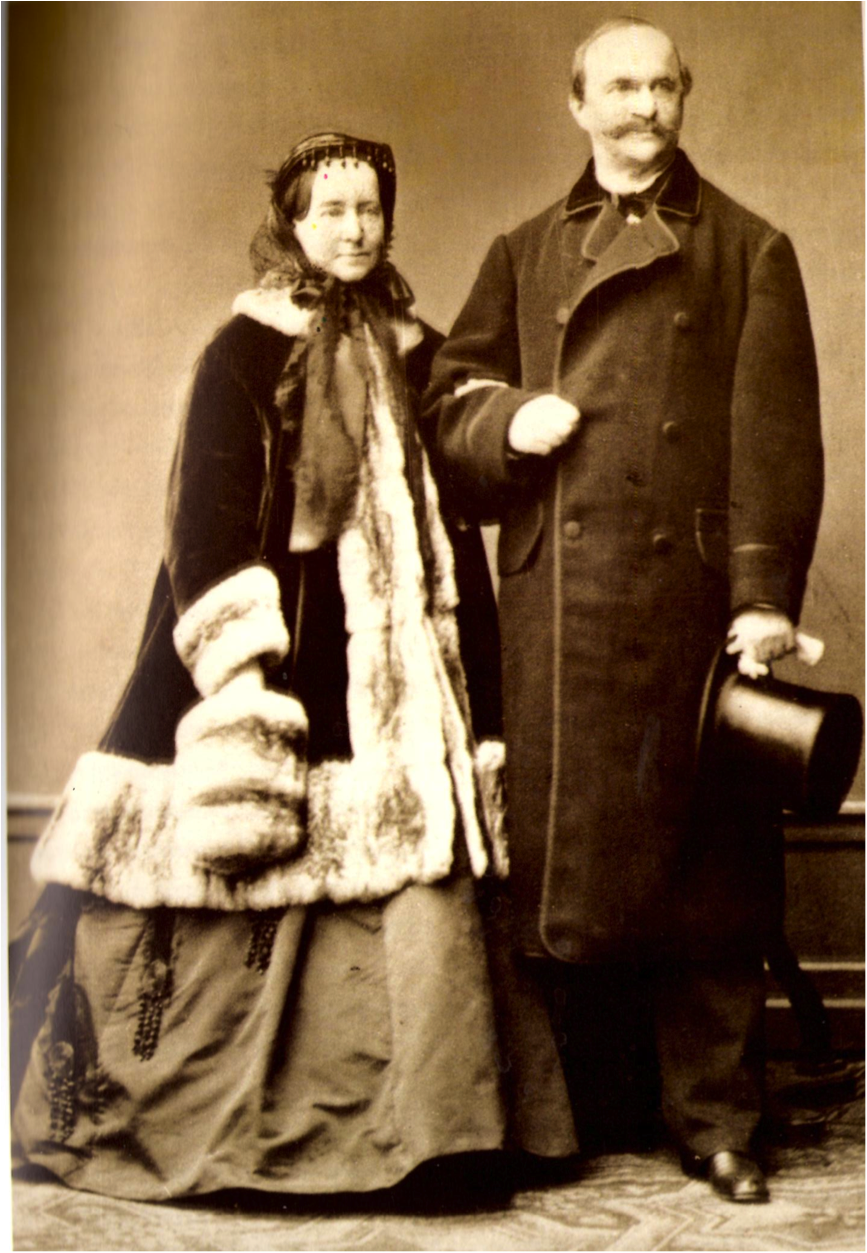
Amélie et Othon en 1867.

Chassés de Grèce, Othon et Amélie sont reçus à Munich par le roi Maximilien II de Bavière et la reine Marie de Prusse. Cependant, après un an d'exil et sans espoir de retour à Athènes, le couple déchu reçoit l'ordre de quitter la capitale pour s'installer à Bamberg. Le frère d'Othon estime en effet que, depuis l'abdication de Louis Ier de Bavière en 1848, il y a assez de deux rois à Munich. Surtout, les relations de Maximilien II avec sa belle-sœur sont tendues : le souverain et sa famille accusent en effet Amélie d'avoir conspiré pour imposer son frère Élimar sur le trône de Grèce et d'avoir ainsi affaibli la position des Wittelsbach. D'abord blessé de ne pas avoir été consulté par son frère, Othon se montre finalement satisfait par cette mise à l'écart, d'autant qu'elle est assortie d'une assez confortable pension.
À la Neue Residenz de Bamberg, le roi peut reprendre la fustanelle et former une petite cour avec les fidèles qui l'ont suivi en exil. Chaque jour, entre dix-huit heures et vingt heures, le grec moderne redevient la langue officielle du palais et la vie politique du royaume hellène reste au cœur des préoccupations des résidents, qui se moquent volontiers du nouveau roi des Hellènes et de sa maladresse. Dans la journée, Amélie reprend ses chevauchées dans les forêts entourant la Neue Residenz tandis qu'Othon préfère rester dans son palais. Homme superstitieux, l'ancien roi cherche, dans son quotidien, quantité de signes qui pourraient indiquer son retour prochain en Grèce et il écoute avec avidité les « prophéties » qui circulent dans le royaume hellène à ce sujet. La correspondance de l'ex-souverain fourmille ainsi d'anecdotes censées démontrer l'imminence du retour du couple royal à Athènes. Pourtant, la presse hellène ne se montre pas tendre avec les exilés et Othon est régulièrement blessé par les attaques qu'elle lui adresse et qu'il juge injustes.
Le décès de Maximilien II de Bavière en 1864 amène un réchauffement dans les relations du couple royal avec les Wittelsbach. Louis II, le nouveau monarque, éprouve en effet de l'affection pour son oncle, d'autant que ce dernier partage son goût pour l'opéra. Sous son règne, les anciens souverains grecs sont donc reçus à plusieurs reprises à Munich, même s'ils maintiennent leur résidence officielle à Bamberg, où Othon Ier s'éteint en 1867. Devenue veuve, Amélie conserve la jouissance de la Neue Residenz mais y assouplit le protocole en vigueur. Dotée depuis longtemps d'un solide appétit, l'ex-reine mange beaucoup de pâtisseries et devient progressivement obèse, ce qui l'oblige à abandonner l'équitation.
De plus en plus isolée, Amélie meurt d'une crise d'apoplexie, le 20 mai 1875, juste après avoir reçu une lettre du roi Louis II lui indiquant qu'elle ne pourrait pas reposer au côté de son époux à l'église des Théatins de Munich, faute de place. Face au scandale provoqué par cet événement, le souverain bavarois est finalement contraint de changer d'avis et la dépouille de l'ex-reine est transférée dans la nécropole des Wittelsbach quelque temps après,.

## Dans la culture populaire

### Toponymie et odonymie

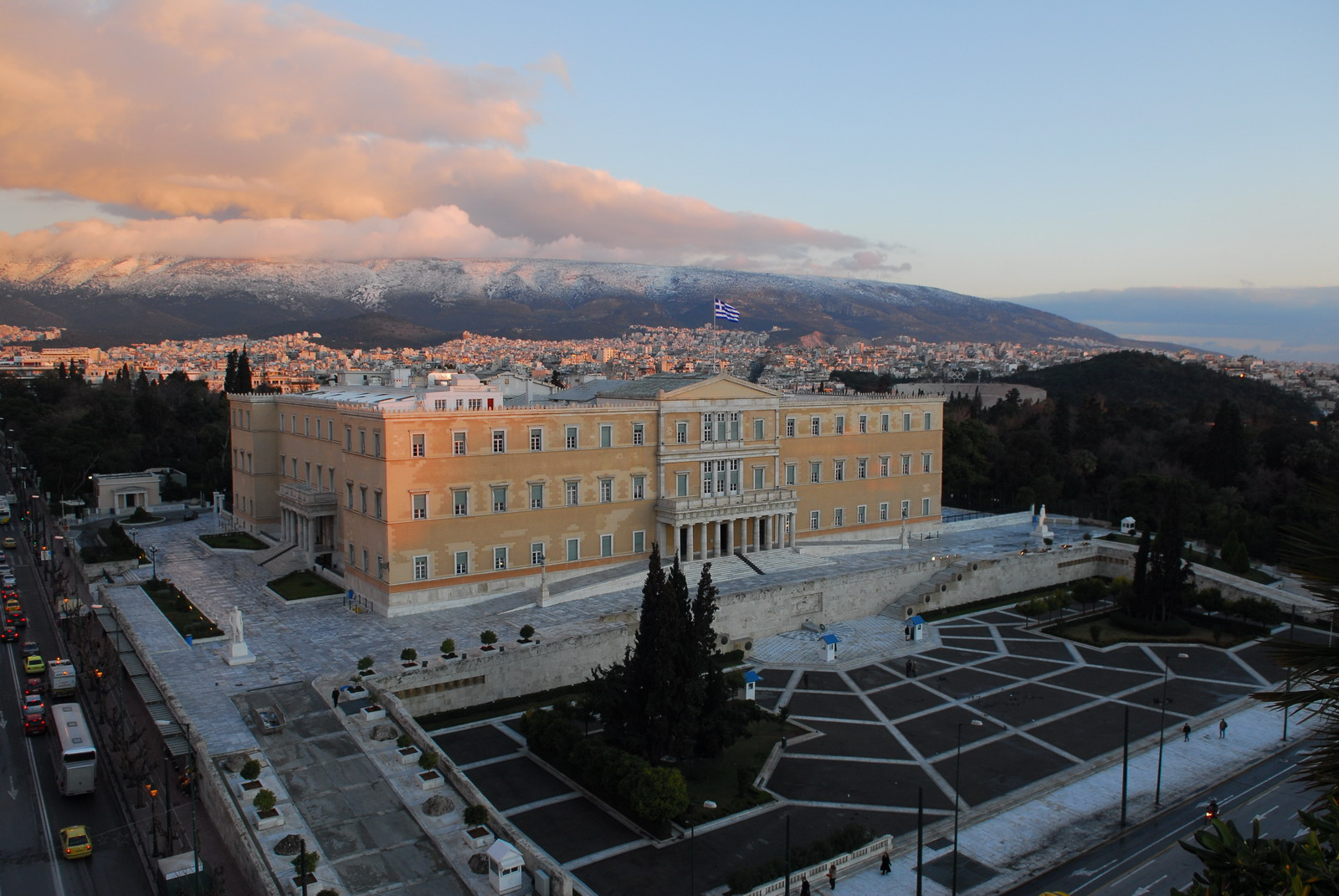
L'ancien palais royal d'Athènes donne sur l'avenue Vasilissis Amalias.

Plusieurs localités grecques ont été baptisées en l'honneur de la reine. C'est le cas de :
- L'ancienne municipalité d'Amaliáda, aujourd'hui intégrée au dème d'Élis[77] ;
- Le village d'Amaliápoli (ou Néa Mintzéla), appartenant au dème d'Almyros[78].

En Grèce et en Allemagne, plusieurs rues importantes rappellent également le souvenir de la souveraine. Parmi celles-ci, on peut citer :
- L'avenue Vasilíssis Amalías (λεωφόρος Αμαλίας), qui est l'une des plus importantes artères de la ville d'Athènes[79] ;
- L'avenue Óthonos-Amalías (Λεωφόρος Όθωνος-Αμαλίας), localisée à Patras ;
- La Amalienstraße, située à Oldenbourg et prolongée par le pont Amalienbrücke[80].

### Bâtiments et institutions
En Grèce, plusieurs lieux  rappellent (ou rappelaient) le souvenir de la première reine de Grèce. Parmi ceux-ci, on peut citer :
- Le Jardin national d'Athènes, ou Jardin Amalia, qui a été fondé par la souveraine en 1839[19] ;
- L'Amaléion, un important orphelinat créé par Amélie dans la capitale en 1855[20] ;
- Tour la Reine (Pyrgos Vasilissis), un palais néo-gothique bâti pour Amélie dans la banlieue de la capitale[81].

En outre, un navire de la marine de guerre hellénique a été baptisé L'Amélie.

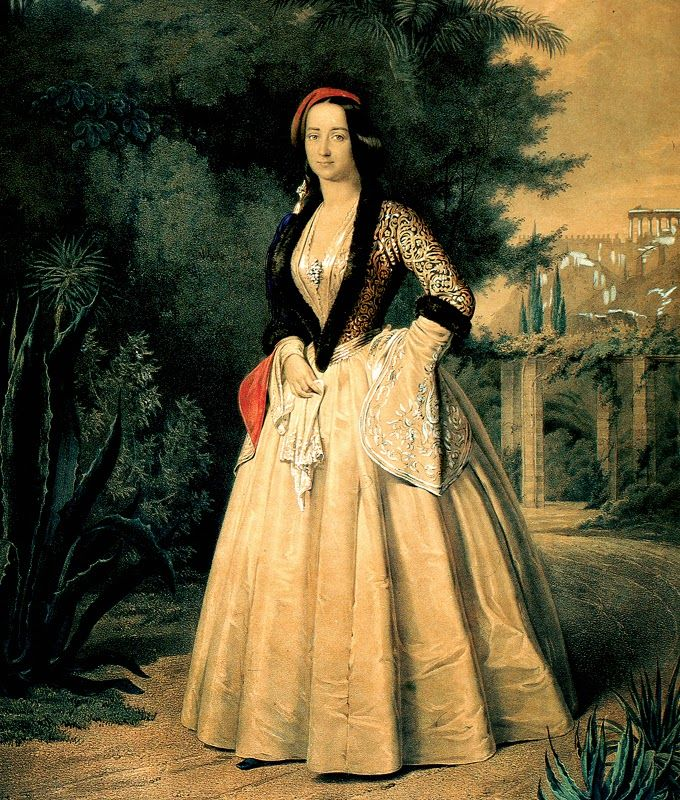
La reine Amélie arborant le costume qu'elle a inventé.

### Mode féminine
La reine Amélie est à l'origine du costume national grec en usage au XIXe siècle. Mêlant influences occidentale et orientale, ce « costume Amélie » se compose d'une chemise blanche, ornée de dentelle au niveau du col et des manches, et d'une veste en velours sombre, dont les ourlets contrastent avec le damas doré et les broderies. À celles-ci s'ajoutent une imposante crinoline à la jupe plissée ainsi qu'une toque aplatie nommée kalpaki.

### Au cinéma et à la télévision
Au cinéma, le rôle d'Amélie est interprété par Marítsa Andreádou dans le film Maria Pentayotissa (1926), qui met en scène la vie d'une héroïne grecque de l'époque othonienne.
À la télévision, le rôle de la reine est interprété par Alíki Vouyoukláki dans le téléfilm Vasilissa Amalia (1975), qui raconte, de façon romancée, la supposée liaison de la souveraine avec Dimítrios Kallérgis.

### Philatélie
Une série de timbres à l'effigie d'Amélie a été émise par la Poste grecque en 1956-1957,.

### Botanique

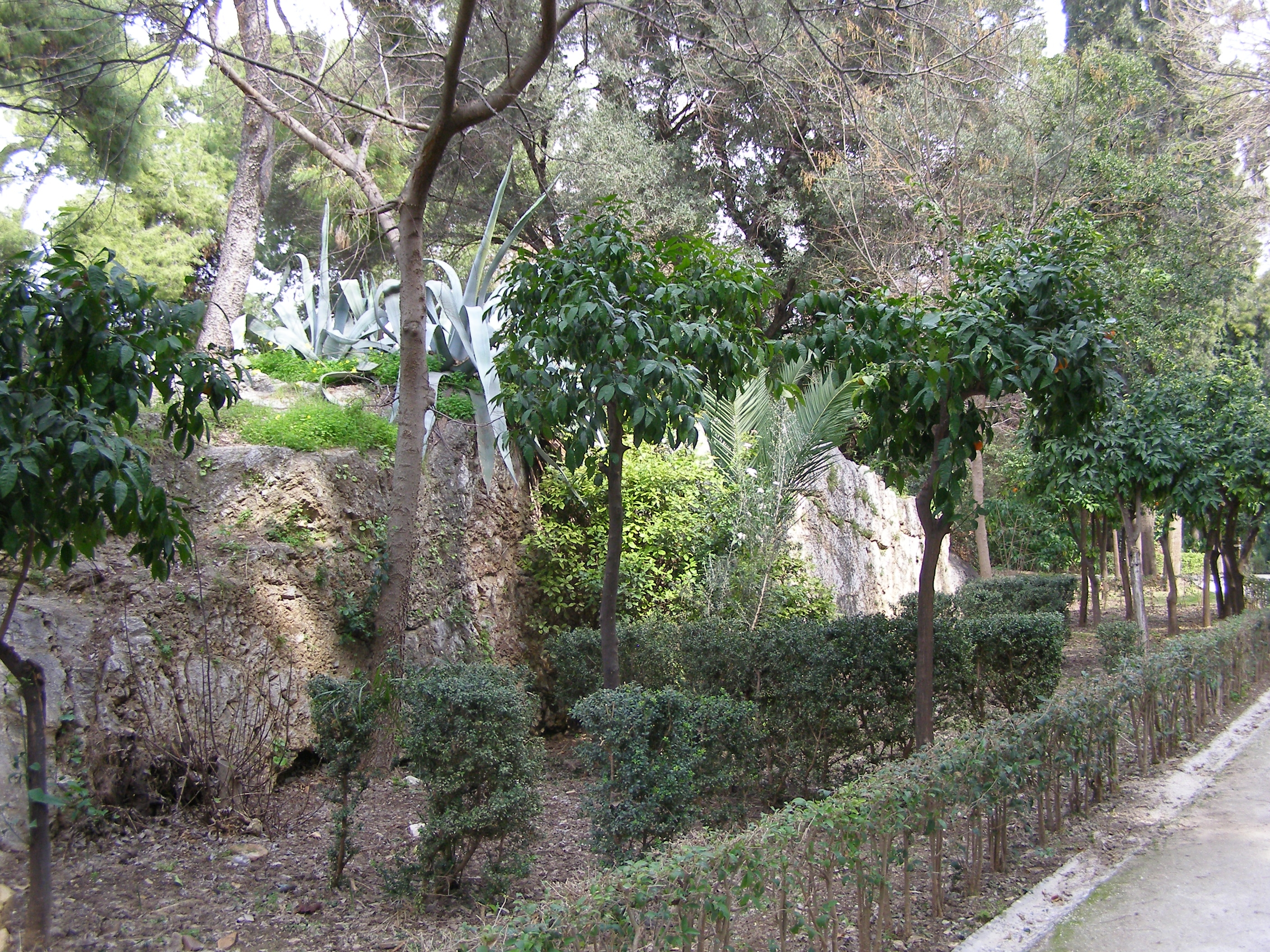
Vue du Jardin national d'Athènes.

La botaniste allemand Theodor von Heldreich a baptisé plusieurs plantes d'après le nom d'Amélie :
- Abies reginae-amaliae (Heldr.) ;
- Abies apollinis var. reginae-amaliae (Heldr.) ;
- Abies cephalonica var. reginae-amaliae (Heldr.) ;
- Sempervivum marmoreum subsp. reginae-amaliae (Heldr. & Sarnth.).

## Arbres généalogiques

### Les Oldenbourg et la Grèce
|  |  |  |  |  |  |  |  |  |  |  |  |  |  |  |  |  |  |  |  |                                                         |                                                         |                                                         |                                                         |                                                         |                                                         |                                                     |                                                     |                                                     |                                                     | Frédéric Ier, Roi de Danemark                  |                                                |                                                |                                                |  |  |                               |                               |                                                                        |                                                                        |                                                                        |                                                                        |                                                                        |                                                                        |                       |                       |                       |                       |                       |                       |  |  |  |  |  |  |  |  |  |  |  |  |  |  |  |  |  |  |  |  |
|  |  |  |  |  |  |  |  |  |  |  |  |  |  |  |  |  |  |  |  |                                                         |                                                         |                                                         |                                                         |                                                         |                                                         |                                                     |                                                     |                                                     |                                                     |                                                |                                                |                                                |                                                |  |  |                               |                               |                                                                        |                                                                        |                                                                        |                                                                        |                                                                        |                                                                        |                       |                       |                       |                       |                       |                       |  |  |  |  |  |  |  |  |  |  |  |  |  |  |  |  |  |  |  |  |
|  |  |  |  |  |  |  |  |  |  |  |  |  |  |  |  |  |  |  |  |                                                         |                                                         |                                                         |                                                         |                                                         |                                                         |                                                     |                                                     |                                                     |                                                     |                                                |                                                |                                                |                                                |  |  |                               |                               |                                                                        |                                                                        |                                                                        |                                                                        |                                                                        |                                                                        |                       |                       |                       |                       |                       |                       |  |  |  |  |  |  |  |  |  |  |  |  |  |  |  |  |  |  |  |  |
|  |  |  |  |  |  |  |  |  |  |  |  |  |  |  |  |  |  |  |  |                                                         |                                                         |                                                         |                                                         | Adolphe, Duc de Schleswig-Holstein-Gottorp              | Adolphe, Duc de Schleswig-Holstein-Gottorp              | Adolphe, Duc de Schleswig-Holstein-Gottorp          | Adolphe, Duc de Schleswig-Holstein-Gottorp          | Adolphe, Duc de Schleswig-Holstein-Gottorp          | Adolphe, Duc de Schleswig-Holstein-Gottorp          |                                                |                                                |                                                |                                                |  |  |                               |                               | Christian III, Roi de Danemark                                         | Christian III, Roi de Danemark                                         | Christian III, Roi de Danemark                                         | Christian III, Roi de Danemark                                         | Christian III, Roi de Danemark                                         | Christian III, Roi de Danemark                                         |                       |                       |                       |                       |                       |                       |  |  |  |  |  |  |  |  |  |  |  |  |  |  |  |  |  |  |  |  |
|  |  |  |  |  |  |  |  |  |  |  |  |  |  |  |  |  |  |  |  |                                                         |                                                         |                                                         |                                                         | Adolphe, Duc de Schleswig-Holstein-Gottorp              | Adolphe, Duc de Schleswig-Holstein-Gottorp              | Adolphe, Duc de Schleswig-Holstein-Gottorp          | Adolphe, Duc de Schleswig-Holstein-Gottorp          | Adolphe, Duc de Schleswig-Holstein-Gottorp          | Adolphe, Duc de Schleswig-Holstein-Gottorp          |                                                |                                                |                                                |                                                |  |  |                               |                               | Christian III, Roi de Danemark                                         | Christian III, Roi de Danemark                                         | Christian III, Roi de Danemark                                         | Christian III, Roi de Danemark                                         | Christian III, Roi de Danemark                                         | Christian III, Roi de Danemark                                         |                       |                       |                       |                       |                       |                       |  |  |  |  |  |  |  |  |  |  |  |  |  |  |  |  |  |  |  |  |
|  |  |  |  |  |  |  |  |  |  |  |  |  |  |  |  |  |  |  |  |                                                         |                                                         |                                                         |                                                         | Jean-Adolphe, Duc de Schleswig-Holstein-Gottorp         | Jean-Adolphe, Duc de Schleswig-Holstein-Gottorp         | Jean-Adolphe, Duc de Schleswig-Holstein-Gottorp     | Jean-Adolphe, Duc de Schleswig-Holstein-Gottorp     | Jean-Adolphe, Duc de Schleswig-Holstein-Gottorp     | Jean-Adolphe, Duc de Schleswig-Holstein-Gottorp     |                                                |                                                |                                                |                                                |  |  |                               |                               | Jean, Duc de Schleswig-Holstein-Sonderbourg                            | Jean, Duc de Schleswig-Holstein-Sonderbourg                            | Jean, Duc de Schleswig-Holstein-Sonderbourg                            | Jean, Duc de Schleswig-Holstein-Sonderbourg                            | Jean, Duc de Schleswig-Holstein-Sonderbourg                            | Jean, Duc de Schleswig-Holstein-Sonderbourg                            |                       |                       |                       |                       |                       |                       |  |  |  |  |  |  |  |  |  |  |  |  |  |  |  |  |  |  |  |  |
|  |  |  |  |  |  |  |  |  |  |  |  |  |  |  |  |  |  |  |  |                                                         |                                                         |                                                         |                                                         | Jean-Adolphe, Duc de Schleswig-Holstein-Gottorp         | Jean-Adolphe, Duc de Schleswig-Holstein-Gottorp         | Jean-Adolphe, Duc de Schleswig-Holstein-Gottorp     | Jean-Adolphe, Duc de Schleswig-Holstein-Gottorp     | Jean-Adolphe, Duc de Schleswig-Holstein-Gottorp     | Jean-Adolphe, Duc de Schleswig-Holstein-Gottorp     |                                                |                                                |                                                |                                                |  |  |                               |                               | Jean, Duc de Schleswig-Holstein-Sonderbourg                            | Jean, Duc de Schleswig-Holstein-Sonderbourg                            | Jean, Duc de Schleswig-Holstein-Sonderbourg                            | Jean, Duc de Schleswig-Holstein-Sonderbourg                            | Jean, Duc de Schleswig-Holstein-Sonderbourg                            | Jean, Duc de Schleswig-Holstein-Sonderbourg                            |                       |                       |                       |                       |                       |                       |  |  |  |  |  |  |  |  |  |  |  |  |  |  |  |  |  |  |  |  |
|  |  |  |  |  |  |  |  |  |  |  |  |  |  |  |  |  |  |  |  |                                                         |                                                         |                                                         |                                                         | Frédéric III, Duc de Schleswig-Holstein-Gottorp         | Frédéric III, Duc de Schleswig-Holstein-Gottorp         | Frédéric III, Duc de Schleswig-Holstein-Gottorp     | Frédéric III, Duc de Schleswig-Holstein-Gottorp     | Frédéric III, Duc de Schleswig-Holstein-Gottorp     | Frédéric III, Duc de Schleswig-Holstein-Gottorp     |                                                |                                                |                                                |                                                |  |  |                               |                               | Alexandre, Duc de Schleswig-Holstein-Sonderbourg                       | Alexandre, Duc de Schleswig-Holstein-Sonderbourg                       | Alexandre, Duc de Schleswig-Holstein-Sonderbourg                       | Alexandre, Duc de Schleswig-Holstein-Sonderbourg                       | Alexandre, Duc de Schleswig-Holstein-Sonderbourg                       | Alexandre, Duc de Schleswig-Holstein-Sonderbourg                       |                       |                       |                       |                       |                       |                       |  |  |  |  |  |  |  |  |  |  |  |  |  |  |  |  |  |  |  |  |
|  |  |  |  |  |  |  |  |  |  |  |  |  |  |  |  |  |  |  |  |                                                         |                                                         |                                                         |                                                         | Frédéric III, Duc de Schleswig-Holstein-Gottorp         | Frédéric III, Duc de Schleswig-Holstein-Gottorp         | Frédéric III, Duc de Schleswig-Holstein-Gottorp     | Frédéric III, Duc de Schleswig-Holstein-Gottorp     | Frédéric III, Duc de Schleswig-Holstein-Gottorp     | Frédéric III, Duc de Schleswig-Holstein-Gottorp     |                                                |                                                |                                                |                                                |  |  |                               |                               | Alexandre, Duc de Schleswig-Holstein-Sonderbourg                       | Alexandre, Duc de Schleswig-Holstein-Sonderbourg                       | Alexandre, Duc de Schleswig-Holstein-Sonderbourg                       | Alexandre, Duc de Schleswig-Holstein-Sonderbourg                       | Alexandre, Duc de Schleswig-Holstein-Sonderbourg                       | Alexandre, Duc de Schleswig-Holstein-Sonderbourg                       |                       |                       |                       |                       |                       |                       |  |  |  |  |  |  |  |  |  |  |  |  |  |  |  |  |  |  |  |  |
|  |  |  |  |  |  |  |  |  |  |  |  |  |  |  |  |  |  |  |  |                                                         |                                                         |                                                         |                                                         | Christian-Albert, Duc de Schleswig-Holstein-Gottorp     | Christian-Albert, Duc de Schleswig-Holstein-Gottorp     | Christian-Albert, Duc de Schleswig-Holstein-Gottorp | Christian-Albert, Duc de Schleswig-Holstein-Gottorp | Christian-Albert, Duc de Schleswig-Holstein-Gottorp | Christian-Albert, Duc de Schleswig-Holstein-Gottorp |                                                |                                                |                                                |                                                |  |  |                               |                               | Auguste-Philippe, Duc de Schleswig-Holstein-Sonderbourg-Beck           | Auguste-Philippe, Duc de Schleswig-Holstein-Sonderbourg-Beck           | Auguste-Philippe, Duc de Schleswig-Holstein-Sonderbourg-Beck           | Auguste-Philippe, Duc de Schleswig-Holstein-Sonderbourg-Beck           | Auguste-Philippe, Duc de Schleswig-Holstein-Sonderbourg-Beck           | Auguste-Philippe, Duc de Schleswig-Holstein-Sonderbourg-Beck           |                       |                       |                       |                       |                       |                       |  |  |  |  |  |  |  |  |  |  |  |  |  |  |  |  |  |  |  |  |
|  |  |  |  |  |  |  |  |  |  |  |  |  |  |  |  |  |  |  |  |                                                         |                                                         |                                                         |                                                         | Christian-Albert, Duc de Schleswig-Holstein-Gottorp     | Christian-Albert, Duc de Schleswig-Holstein-Gottorp     | Christian-Albert, Duc de Schleswig-Holstein-Gottorp | Christian-Albert, Duc de Schleswig-Holstein-Gottorp | Christian-Albert, Duc de Schleswig-Holstein-Gottorp | Christian-Albert, Duc de Schleswig-Holstein-Gottorp |                                                |                                                |                                                |                                                |  |  |                               |                               | Auguste-Philippe, Duc de Schleswig-Holstein-Sonderbourg-Beck           | Auguste-Philippe, Duc de Schleswig-Holstein-Sonderbourg-Beck           | Auguste-Philippe, Duc de Schleswig-Holstein-Sonderbourg-Beck           | Auguste-Philippe, Duc de Schleswig-Holstein-Sonderbourg-Beck           | Auguste-Philippe, Duc de Schleswig-Holstein-Sonderbourg-Beck           | Auguste-Philippe, Duc de Schleswig-Holstein-Sonderbourg-Beck           |                       |                       |                       |                       |                       |                       |  |  |  |  |  |  |  |  |  |  |  |  |  |  |  |  |  |  |  |  |
|  |  |  |  |  |  |  |  |  |  |  |  |  |  |  |  |  |  |  |  |                                                         |                                                         |                                                         |                                                         |                                                         |                                                         |                                                     |                                                     |                                                     |                                                     |                                                |                                                |                                                |                                                |  |  |                               |                               |                                                                        |                                                                        |                                                                        |                                                                        |                                                                        |                                                                        |                       |                       |                       |                       |                       |                       |  |  |  |  |  |  |  |  |  |  |  |  |  |  |  |  |  |  |  |  |
|  |  |  |  |  |  |  |  |  |  |  |  |  |  |  |  |  |  |  |  | Christian-Auguste, Régent de Schleswig-Holstein-Gottorp | Christian-Auguste, Régent de Schleswig-Holstein-Gottorp | Christian-Auguste, Régent de Schleswig-Holstein-Gottorp | Christian-Auguste, Régent de Schleswig-Holstein-Gottorp | Christian-Auguste, Régent de Schleswig-Holstein-Gottorp | Christian-Auguste, Régent de Schleswig-Holstein-Gottorp |                                                     |                                                     | Frédéric IV, Duc de Schleswig-Holstein-Gottorp      | Frédéric IV, Duc de Schleswig-Holstein-Gottorp      | Frédéric IV, Duc de Schleswig-Holstein-Gottorp | Frédéric IV, Duc de Schleswig-Holstein-Gottorp | Frédéric IV, Duc de Schleswig-Holstein-Gottorp | Frédéric IV, Duc de Schleswig-Holstein-Gottorp |  |  |                               |                               | Frédéric-Louis, Duc de Schleswig-Holstein-Sonderbourg-Beck             | Frédéric-Louis, Duc de Schleswig-Holstein-Sonderbourg-Beck             | Frédéric-Louis, Duc de Schleswig-Holstein-Sonderbourg-Beck             | Frédéric-Louis, Duc de Schleswig-Holstein-Sonderbourg-Beck             | Frédéric-Louis, Duc de Schleswig-Holstein-Sonderbourg-Beck             | Frédéric-Louis, Duc de Schleswig-Holstein-Sonderbourg-Beck             |                       |                       |                       |                       |                       |                       |  |  |  |  |  |  |  |  |  |  |  |  |  |  |  |  |  |  |  |  |
|  |  |  |  |  |  |  |  |  |  |  |  |  |  |  |  |  |  |  |  | Christian-Auguste, Régent de Schleswig-Holstein-Gottorp | Christian-Auguste, Régent de Schleswig-Holstein-Gottorp | Christian-Auguste, Régent de Schleswig-Holstein-Gottorp | Christian-Auguste, Régent de Schleswig-Holstein-Gottorp | Christian-Auguste, Régent de Schleswig-Holstein-Gottorp | Christian-Auguste, Régent de Schleswig-Holstein-Gottorp |                                                     |                                                     | Frédéric IV, Duc de Schleswig-Holstein-Gottorp      | Frédéric IV, Duc de Schleswig-Holstein-Gottorp      | Frédéric IV, Duc de Schleswig-Holstein-Gottorp | Frédéric IV, Duc de Schleswig-Holstein-Gottorp | Frédéric IV, Duc de Schleswig-Holstein-Gottorp | Frédéric IV, Duc de Schleswig-Holstein-Gottorp |  |  |                               |                               | Frédéric-Louis, Duc de Schleswig-Holstein-Sonderbourg-Beck             | Frédéric-Louis, Duc de Schleswig-Holstein-Sonderbourg-Beck             | Frédéric-Louis, Duc de Schleswig-Holstein-Sonderbourg-Beck             | Frédéric-Louis, Duc de Schleswig-Holstein-Sonderbourg-Beck             | Frédéric-Louis, Duc de Schleswig-Holstein-Sonderbourg-Beck             | Frédéric-Louis, Duc de Schleswig-Holstein-Sonderbourg-Beck             |                       |                       |                       |                       |                       |                       |  |  |  |  |  |  |  |  |  |  |  |  |  |  |  |  |  |  |  |  |
|  |  |  |  |  |  |  |  |  |  |  |  |  |  |  |  |  |  |  |  | Georges-Louis, Prince de Holstein-Gottorp               | Georges-Louis, Prince de Holstein-Gottorp               | Georges-Louis, Prince de Holstein-Gottorp               | Georges-Louis, Prince de Holstein-Gottorp               | Georges-Louis, Prince de Holstein-Gottorp               | Georges-Louis, Prince de Holstein-Gottorp               |                                                     |                                                     | Charles-Frédéric, Duc de Holstein-Gottorp           | Charles-Frédéric, Duc de Holstein-Gottorp           | Charles-Frédéric, Duc de Holstein-Gottorp      | Charles-Frédéric, Duc de Holstein-Gottorp      | Charles-Frédéric, Duc de Holstein-Gottorp      | Charles-Frédéric, Duc de Holstein-Gottorp      |  |  |                               |                               | Pierre-Auguste, Duc de Schleswig-Holstein-Sonderbourg-Beck             | Pierre-Auguste, Duc de Schleswig-Holstein-Sonderbourg-Beck             | Pierre-Auguste, Duc de Schleswig-Holstein-Sonderbourg-Beck             | Pierre-Auguste, Duc de Schleswig-Holstein-Sonderbourg-Beck             | Pierre-Auguste, Duc de Schleswig-Holstein-Sonderbourg-Beck             | Pierre-Auguste, Duc de Schleswig-Holstein-Sonderbourg-Beck             |                       |                       |                       |                       |                       |                       |  |  |  |  |  |  |  |  |  |  |  |  |  |  |  |  |  |  |  |  |
|  |  |  |  |  |  |  |  |  |  |  |  |  |  |  |  |  |  |  |  | Georges-Louis, Prince de Holstein-Gottorp               | Georges-Louis, Prince de Holstein-Gottorp               | Georges-Louis, Prince de Holstein-Gottorp               | Georges-Louis, Prince de Holstein-Gottorp               | Georges-Louis, Prince de Holstein-Gottorp               | Georges-Louis, Prince de Holstein-Gottorp               |                                                     |                                                     | Charles-Frédéric, Duc de Holstein-Gottorp           | Charles-Frédéric, Duc de Holstein-Gottorp           | Charles-Frédéric, Duc de Holstein-Gottorp      | Charles-Frédéric, Duc de Holstein-Gottorp      | Charles-Frédéric, Duc de Holstein-Gottorp      | Charles-Frédéric, Duc de Holstein-Gottorp      |  |  |                               |                               | Pierre-Auguste, Duc de Schleswig-Holstein-Sonderbourg-Beck             | Pierre-Auguste, Duc de Schleswig-Holstein-Sonderbourg-Beck             | Pierre-Auguste, Duc de Schleswig-Holstein-Sonderbourg-Beck             | Pierre-Auguste, Duc de Schleswig-Holstein-Sonderbourg-Beck             | Pierre-Auguste, Duc de Schleswig-Holstein-Sonderbourg-Beck             | Pierre-Auguste, Duc de Schleswig-Holstein-Sonderbourg-Beck             |                       |                       |                       |                       |                       |                       |  |  |  |  |  |  |  |  |  |  |  |  |  |  |  |  |  |  |  |  |
|  |  |  |  |  |  |  |  |  |  |  |  |  |  |  |  |  |  |  |  | Pierre Ier, Duc d'Oldenbourg                            | Pierre Ier, Duc d'Oldenbourg                            | Pierre Ier, Duc d'Oldenbourg                            | Pierre Ier, Duc d'Oldenbourg                            | Pierre Ier, Duc d'Oldenbourg                            | Pierre Ier, Duc d'Oldenbourg                            |                                                     |                                                     | Pierre III, Tsar de Russie                          | Pierre III, Tsar de Russie                          | Pierre III, Tsar de Russie                     | Pierre III, Tsar de Russie                     | Pierre III, Tsar de Russie                     | Pierre III, Tsar de Russie                     |  |  |                               |                               | Charles-Antoine-Auguste, Prince de Schleswig-Holstein-Sonderbourg-Beck | Charles-Antoine-Auguste, Prince de Schleswig-Holstein-Sonderbourg-Beck | Charles-Antoine-Auguste, Prince de Schleswig-Holstein-Sonderbourg-Beck | Charles-Antoine-Auguste, Prince de Schleswig-Holstein-Sonderbourg-Beck | Charles-Antoine-Auguste, Prince de Schleswig-Holstein-Sonderbourg-Beck | Charles-Antoine-Auguste, Prince de Schleswig-Holstein-Sonderbourg-Beck |                       |                       |                       |                       |                       |                       |  |  |  |  |  |  |  |  |  |  |  |  |  |  |  |  |  |  |  |  |
|  |  |  |  |  |  |  |  |  |  |  |  |  |  |  |  |  |  |  |  | Pierre Ier, Duc d'Oldenbourg                            | Pierre Ier, Duc d'Oldenbourg                            | Pierre Ier, Duc d'Oldenbourg                            | Pierre Ier, Duc d'Oldenbourg                            | Pierre Ier, Duc d'Oldenbourg                            | Pierre Ier, Duc d'Oldenbourg                            |                                                     |                                                     | Pierre III, Tsar de Russie                          | Pierre III, Tsar de Russie                          | Pierre III, Tsar de Russie                     | Pierre III, Tsar de Russie                     | Pierre III, Tsar de Russie                     | Pierre III, Tsar de Russie                     |  |  |                               |                               | Charles-Antoine-Auguste, Prince de Schleswig-Holstein-Sonderbourg-Beck | Charles-Antoine-Auguste, Prince de Schleswig-Holstein-Sonderbourg-Beck | Charles-Antoine-Auguste, Prince de Schleswig-Holstein-Sonderbourg-Beck | Charles-Antoine-Auguste, Prince de Schleswig-Holstein-Sonderbourg-Beck | Charles-Antoine-Auguste, Prince de Schleswig-Holstein-Sonderbourg-Beck | Charles-Antoine-Auguste, Prince de Schleswig-Holstein-Sonderbourg-Beck |                       |                       |                       |                       |                       |                       |  |  |  |  |  |  |  |  |  |  |  |  |  |  |  |  |  |  |  |  |
|  |  |  |  |  |  |  |  |  |  |  |  |  |  |  |  |  |  |  |  | Auguste Ier, Grand-duc d'Oldenbourg                     | Auguste Ier, Grand-duc d'Oldenbourg                     | Auguste Ier, Grand-duc d'Oldenbourg                     | Auguste Ier, Grand-duc d'Oldenbourg                     | Auguste Ier, Grand-duc d'Oldenbourg                     | Auguste Ier, Grand-duc d'Oldenbourg                     |                                                     |                                                     | Paul Ier, Tsar de Russie                            | Paul Ier, Tsar de Russie                            | Paul Ier, Tsar de Russie                       | Paul Ier, Tsar de Russie                       | Paul Ier, Tsar de Russie                       | Paul Ier, Tsar de Russie                       |  |  |                               |                               | Frédéric-Charles-Louis, Duc de Schleswig-Holstein-Sonderbourg-Beck     | Frédéric-Charles-Louis, Duc de Schleswig-Holstein-Sonderbourg-Beck     | Frédéric-Charles-Louis, Duc de Schleswig-Holstein-Sonderbourg-Beck     | Frédéric-Charles-Louis, Duc de Schleswig-Holstein-Sonderbourg-Beck     | Frédéric-Charles-Louis, Duc de Schleswig-Holstein-Sonderbourg-Beck     | Frédéric-Charles-Louis, Duc de Schleswig-Holstein-Sonderbourg-Beck     |                       |                       |                       |                       |                       |                       |  |  |  |  |  |  |  |  |  |  |  |  |  |  |  |  |  |  |  |  |
|  |  |  |  |  |  |  |  |  |  |  |  |  |  |  |  |  |  |  |  | Auguste Ier, Grand-duc d'Oldenbourg                     | Auguste Ier, Grand-duc d'Oldenbourg                     | Auguste Ier, Grand-duc d'Oldenbourg                     | Auguste Ier, Grand-duc d'Oldenbourg                     | Auguste Ier, Grand-duc d'Oldenbourg                     | Auguste Ier, Grand-duc d'Oldenbourg                     |                                                     |                                                     | Paul Ier, Tsar de Russie                            | Paul Ier, Tsar de Russie                            | Paul Ier, Tsar de Russie                       | Paul Ier, Tsar de Russie                       | Paul Ier, Tsar de Russie                       | Paul Ier, Tsar de Russie                       |  |  |                               |                               | Frédéric-Charles-Louis, Duc de Schleswig-Holstein-Sonderbourg-Beck     | Frédéric-Charles-Louis, Duc de Schleswig-Holstein-Sonderbourg-Beck     | Frédéric-Charles-Louis, Duc de Schleswig-Holstein-Sonderbourg-Beck     | Frédéric-Charles-Louis, Duc de Schleswig-Holstein-Sonderbourg-Beck     | Frédéric-Charles-Louis, Duc de Schleswig-Holstein-Sonderbourg-Beck     | Frédéric-Charles-Louis, Duc de Schleswig-Holstein-Sonderbourg-Beck     |                       |                       |                       |                       |                       |                       |  |  |  |  |  |  |  |  |  |  |  |  |  |  |  |  |  |  |  |  |
|  |  |  |  |  |  |  |  |  |  |  |  |  |  |  |  |  |  |  |  | Amélie, Reine de Grèce                                  | Amélie, Reine de Grèce                                  | Amélie, Reine de Grèce                                  | Amélie, Reine de Grèce                                  | Amélie, Reine de Grèce                                  | Amélie, Reine de Grèce                                  |                                                     |                                                     | Nicolas Ier, Tsar de Russie                         | Nicolas Ier, Tsar de Russie                         | Nicolas Ier, Tsar de Russie                    | Nicolas Ier, Tsar de Russie                    | Nicolas Ier, Tsar de Russie                    | Nicolas Ier, Tsar de Russie                    |  |  |                               |                               | Frédéric-Guillaume, Duc de Schleswig-Holstein-Sonderbourg-Beck         | Frédéric-Guillaume, Duc de Schleswig-Holstein-Sonderbourg-Beck         | Frédéric-Guillaume, Duc de Schleswig-Holstein-Sonderbourg-Beck         | Frédéric-Guillaume, Duc de Schleswig-Holstein-Sonderbourg-Beck         | Frédéric-Guillaume, Duc de Schleswig-Holstein-Sonderbourg-Beck         | Frédéric-Guillaume, Duc de Schleswig-Holstein-Sonderbourg-Beck         |                       |                       |                       |                       |                       |                       |  |  |  |  |  |  |  |  |  |  |  |  |  |  |  |  |  |  |  |  |
|  |  |  |  |  |  |  |  |  |  |  |  |  |  |  |  |  |  |  |  | Amélie, Reine de Grèce                                  | Amélie, Reine de Grèce                                  | Amélie, Reine de Grèce                                  | Amélie, Reine de Grèce                                  | Amélie, Reine de Grèce                                  | Amélie, Reine de Grèce                                  |                                                     |                                                     | Nicolas Ier, Tsar de Russie                         | Nicolas Ier, Tsar de Russie                         | Nicolas Ier, Tsar de Russie                    | Nicolas Ier, Tsar de Russie                    | Nicolas Ier, Tsar de Russie                    | Nicolas Ier, Tsar de Russie                    |  |  |                               |                               | Frédéric-Guillaume, Duc de Schleswig-Holstein-Sonderbourg-Beck         | Frédéric-Guillaume, Duc de Schleswig-Holstein-Sonderbourg-Beck         | Frédéric-Guillaume, Duc de Schleswig-Holstein-Sonderbourg-Beck         | Frédéric-Guillaume, Duc de Schleswig-Holstein-Sonderbourg-Beck         | Frédéric-Guillaume, Duc de Schleswig-Holstein-Sonderbourg-Beck         | Frédéric-Guillaume, Duc de Schleswig-Holstein-Sonderbourg-Beck         |                       |                       |                       |                       |                       |                       |  |  |  |  |  |  |  |  |  |  |  |  |  |  |  |  |  |  |  |  |
|  |  |  |  |  |  |  |  |  |  |  |  |  |  |  |  |  |  |  |  |                                                         |                                                         |                                                         |                                                         |                                                         |                                                         |                                                     |                                                     |                                                     |                                                     |                                                |                                                |                                                |                                                |  |  |                               |                               |                                                                        |                                                                        |                                                                        |                                                                        |                                                                        |                                                                        |                       |                       |                       |                       |                       |                       |  |  |  |  |  |  |  |  |  |  |  |  |  |  |  |  |  |  |  |  |
|  |  |  |  |  |  |  |  |  |  |  |  |  |  |  |  |  |  |  |  |                                                         |                                                         |                                                         |                                                         |                                                         |                                                         |                                                     |                                                     | Constantin, Grand-duc de Russie                     | Constantin, Grand-duc de Russie                     | Constantin, Grand-duc de Russie                | Constantin, Grand-duc de Russie                | Constantin, Grand-duc de Russie                | Constantin, Grand-duc de Russie                |  |  | Christian IX, Roi de Danemark | Christian IX, Roi de Danemark | Christian IX, Roi de Danemark                                          | Christian IX, Roi de Danemark                                          | Christian IX, Roi de Danemark                                          | Christian IX, Roi de Danemark                                          |                                                                        |                                                                        | Jean, Régent de Grèce | Jean, Régent de Grèce | Jean, Régent de Grèce | Jean, Régent de Grèce | Jean, Régent de Grèce | Jean, Régent de Grèce |  |  |  |  |  |  |  |  |  |  |  |  |  |  |  |  |  |  |  |  |
|  |  |  |  |  |  |  |  |  |  |  |  |  |  |  |  |  |  |  |  |                                                         |                                                         |                                                         |                                                         |                                                         |                                                         |                                                     |                                                     | Constantin, Grand-duc de Russie                     | Constantin, Grand-duc de Russie                     | Constantin, Grand-duc de Russie                | Constantin, Grand-duc de Russie                | Constantin, Grand-duc de Russie                | Constantin, Grand-duc de Russie                |  |  | Christian IX, Roi de Danemark | Christian IX, Roi de Danemark | Christian IX, Roi de Danemark                                          | Christian IX, Roi de Danemark                                          | Christian IX, Roi de Danemark                                          | Christian IX, Roi de Danemark                                          |                                                                        |                                                                        | Jean, Régent de Grèce | Jean, Régent de Grèce | Jean, Régent de Grèce | Jean, Régent de Grèce | Jean, Régent de Grèce | Jean, Régent de Grèce |  |  |  |  |  |  |  |  |  |  |  |  |  |  |  |  |  |  |  |  |
|  |  |  |  |  |  |  |  |  |  |  |  |  |  |  |  |  |  |  |  |                                                         |                                                         |                                                         |                                                         |                                                         |                                                         |                                                     |                                                     | Olga, Reine des Hellènes                            | Olga, Reine des Hellènes                            | Olga, Reine des Hellènes                       | Olga, Reine des Hellènes                       | Olga, Reine des Hellènes                       | Olga, Reine des Hellènes                       |  |  | Georges Ier, Roi des Hellènes | Georges Ier, Roi des Hellènes | Georges Ier, Roi des Hellènes                                          | Georges Ier, Roi des Hellènes                                          | Georges Ier, Roi des Hellènes                                          | Georges Ier, Roi des Hellènes                                          |                                                                        |                                                                        |                       |                       |                       |                       |                       |                       |  |  |  |  |  |  |  |  |  |  |  |  |  |  |  |  |  |  |  |  |
|  |  |  |  |  |  |  |  |  |  |  |  |  |  |  |  |  |  |  |  |                                                         |                                                         |                                                         |                                                         |                                                         |                                                         |                                                     |                                                     | Olga, Reine des Hellènes                            | Olga, Reine des Hellènes                            | Olga, Reine des Hellènes                       | Olga, Reine des Hellènes                       | Olga, Reine des Hellènes                       | Olga, Reine des Hellènes                       |  |  | Georges Ier, Roi des Hellènes | Georges Ier, Roi des Hellènes | Georges Ier, Roi des Hellènes                                          | Georges Ier, Roi des Hellènes                                          | Georges Ier, Roi des Hellènes                                          | Georges Ier, Roi des Hellènes                                          |                                                                        |                                                                        |                       |                       |                       |                       |                       |                       |  |  |  |  |  |  |  |  |  |  |  |  |  |  |  |  |  |  |  |  |
|  |  |  |  |  |  |  |  |  |  |  |  |  |  |  |  |  |  |  |  |                                                         |                                                         |                                                         |                                                         |                                                         |                                                         |                                                     |                                                     |                                                     |                                                     |                                                |                                                |                                                |                                                |  |  |                               |                               |                                                                        |                                                                        |                                                                        |                                                                        |                                                                        |                                                                        |                       |                       |                       |                       |                       |                       |  |  |  |  |  |  |  |  |  |  |  |  |  |  |  |  |  |  |  |  |
|  |  |  |  |  |  |  |  |  |  |  |  |  |  |  |  |  |  |  |  |                                                         |                                                         |                                                         |                                                         |                                                         |                                                         |                                                     |                                                     |                                                     |                                                     |                                                |                                                | Famille royale de Grèce                        |                                                |  |  |                               |                               |                                                                        |                                                                        |                                                                        |                                                                        |                                                                        |                                                                        |                       |                       |                       |                       |                       |                       |  |  |  |  |  |  |  |  |  |  |  |  |  |  |  |  |  |  |  |  |

### Quartiers d'Amélie
|  |                                                                  |  |  |  |  |  |  |  |  |  |  |  |  |  |  |  |  |  |  |
|  | 16. Christian-Auguste de Holstein-Gottorp                        |  |  |  |  |  |  |  |  |  |  |  |  |  |  |  |  |  |  |
|  |                                                                  |  |  |  |  |  |  |  |  |  |  |  |  |  |  |  |  |  |  |
|  |                                                                  |  |  |  |  |  |  |  |  |  |  |  |  |  |  |  |  |  |  |
|  | 8. Georges-Louis de Holstein-Gottorp                             |  |  |  |  |  |  |  |  |  |  |  |  |  |  |  |  |  |  |
|  |                                                                  |  |  |  |  |  |  |  |  |  |  |  |  |  |  |  |  |  |  |
|  |                                                                  |  |  |  |  |  |  |  |  |  |  |  |  |  |  |  |  |  |  |
|  | 17. Albertine-Frédérique de Bade-Durlach                         |  |  |  |  |  |  |  |  |  |  |  |  |  |  |  |  |  |  |
|  |                                                                  |  |  |  |  |  |  |  |  |  |  |  |  |  |  |  |  |  |  |
|  |                                                                  |  |  |  |  |  |  |  |  |  |  |  |  |  |  |  |  |  |  |
|  | 4. Pierre Ier d'Oldenbourg                                       |  |  |  |  |  |  |  |  |  |  |  |  |  |  |  |  |  |  |
|  |                                                                  |  |  |  |  |  |  |  |  |  |  |  |  |  |  |  |  |  |  |
|  |                                                                  |  |  |  |  |  |  |  |  |  |  |  |  |  |  |  |  |  |  |
|  | 18. Frédéric-Guillaume II de Schleswig-Holstein-Sonderbourg-Beck |  |  |  |  |  |  |  |  |  |  |  |  |  |  |  |  |  |  |
|  |                                                                  |  |  |  |  |  |  |  |  |  |  |  |  |  |  |  |  |  |  |
|  |                                                                  |  |  |  |  |  |  |  |  |  |  |  |  |  |  |  |  |  |  |
|  | 9. Sophie-Charlotte de Schleswig-Holstein-Sonderbourg-Beck       |  |  |  |  |  |  |  |  |  |  |  |  |  |  |  |  |  |  |
|  |                                                                  |  |  |  |  |  |  |  |  |  |  |  |  |  |  |  |  |  |  |
|  |                                                                  |  |  |  |  |  |  |  |  |  |  |  |  |  |  |  |  |  |  |
|  | 19. Ursula-Anne de Dohna-Schlodien-Carwinden (d)                 |  |  |  |  |  |  |  |  |  |  |  |  |  |  |  |  |  |  |
|  |                                                                  |  |  |  |  |  |  |  |  |  |  |  |  |  |  |  |  |  |  |
|  |                                                                  |  |  |  |  |  |  |  |  |  |  |  |  |  |  |  |  |  |  |
|  | 2. Auguste Ier d'Oldenbourg                                      |  |  |  |  |  |  |  |  |  |  |  |  |  |  |  |  |  |  |
|  |                                                                  |  |  |  |  |  |  |  |  |  |  |  |  |  |  |  |  |  |  |
|  |                                                                  |  |  |  |  |  |  |  |  |  |  |  |  |  |  |  |  |  |  |
|  | 20. Charles Ier Alexandre de Wurtemberg                          |  |  |  |  |  |  |  |  |  |  |  |  |  |  |  |  |  |  |
|  |                                                                  |  |  |  |  |  |  |  |  |  |  |  |  |  |  |  |  |  |  |
|  |                                                                  |  |  |  |  |  |  |  |  |  |  |  |  |  |  |  |  |  |  |
|  | 10. Frédéric II Eugène de Wurtemberg                             |  |  |  |  |  |  |  |  |  |  |  |  |  |  |  |  |  |  |
|  |                                                                  |  |  |  |  |  |  |  |  |  |  |  |  |  |  |  |  |  |  |
|  |                                                                  |  |  |  |  |  |  |  |  |  |  |  |  |  |  |  |  |  |  |
|  | 21. Marie-Auguste de Tour et Taxis                               |  |  |  |  |  |  |  |  |  |  |  |  |  |  |  |  |  |  |
|  |                                                                  |  |  |  |  |  |  |  |  |  |  |  |  |  |  |  |  |  |  |
|  |                                                                  |  |  |  |  |  |  |  |  |  |  |  |  |  |  |  |  |  |  |
|  | 5. Frédérique de Wurtemberg                                      |  |  |  |  |  |  |  |  |  |  |  |  |  |  |  |  |  |  |
|  |                                                                  |  |  |  |  |  |  |  |  |  |  |  |  |  |  |  |  |  |  |
|  |                                                                  |  |  |  |  |  |  |  |  |  |  |  |  |  |  |  |  |  |  |
|  | 22. Frédéric-Guillaume de Brandebourg-Schwedt                    |  |  |  |  |  |  |  |  |  |  |  |  |  |  |  |  |  |  |
|  |                                                                  |  |  |  |  |  |  |  |  |  |  |  |  |  |  |  |  |  |  |
|  |                                                                  |  |  |  |  |  |  |  |  |  |  |  |  |  |  |  |  |  |  |
|  | 11. Frédérique-Dorothée de Brandebourg-Schwedt                   |  |  |  |  |  |  |  |  |  |  |  |  |  |  |  |  |  |  |
|  |                                                                  |  |  |  |  |  |  |  |  |  |  |  |  |  |  |  |  |  |  |
|  |                                                                  |  |  |  |  |  |  |  |  |  |  |  |  |  |  |  |  |  |  |
|  | 23. Sophie-Dorothée de Prusse                                    |  |  |  |  |  |  |  |  |  |  |  |  |  |  |  |  |  |  |
|  |                                                                  |  |  |  |  |  |  |  |  |  |  |  |  |  |  |  |  |  |  |
|  |                                                                  |  |  |  |  |  |  |  |  |  |  |  |  |  |  |  |  |  |  |
|  | 1. Amélie d'Oldenbourg                                           |  |  |  |  |  |  |  |  |  |  |  |  |  |  |  |  |  |  |
|  |                                                                  |  |  |  |  |  |  |  |  |  |  |  |  |  |  |  |  |  |  |
|  |                                                                  |  |  |  |  |  |  |  |  |  |  |  |  |  |  |  |  |  |  |
|  | 24. Victor Ier d'Anhalt-Bernbourg-Schaumbourg-Hoym               |  |  |  |  |  |  |  |  |  |  |  |  |  |  |  |  |  |  |
|  |                                                                  |  |  |  |  |  |  |  |  |  |  |  |  |  |  |  |  |  |  |
|  |                                                                  |  |  |  |  |  |  |  |  |  |  |  |  |  |  |  |  |  |  |
|  | 12. Charles-Louis d'Anhalt-Bernbourg-Schaumbourg-Hoym            |  |  |  |  |  |  |  |  |  |  |  |  |  |  |  |  |  |  |
|  |                                                                  |  |  |  |  |  |  |  |  |  |  |  |  |  |  |  |  |  |  |
|  |                                                                  |  |  |  |  |  |  |  |  |  |  |  |  |  |  |  |  |  |  |
|  | 25. Charlotte-Louise d'Isenbourg-Büdingen-Birstein (bg)          |  |  |  |  |  |  |  |  |  |  |  |  |  |  |  |  |  |  |
|  |                                                                  |  |  |  |  |  |  |  |  |  |  |  |  |  |  |  |  |  |  |
|  |                                                                  |  |  |  |  |  |  |  |  |  |  |  |  |  |  |  |  |  |  |
|  | 6. Victor II d'Anhalt-Bernbourg-Schaumbourg-Hoym                 |  |  |  |  |  |  |  |  |  |  |  |  |  |  |  |  |  |  |
|  |                                                                  |  |  |  |  |  |  |  |  |  |  |  |  |  |  |  |  |  |  |
|  |                                                                  |  |  |  |  |  |  |  |  |  |  |  |  |  |  |  |  |  |  |
|  | 26. Frédéric-Guillaume de Solms-Braunfels                        |  |  |  |  |  |  |  |  |  |  |  |  |  |  |  |  |  |  |
|  |                                                                  |  |  |  |  |  |  |  |  |  |  |  |  |  |  |  |  |  |  |
|  |                                                                  |  |  |  |  |  |  |  |  |  |  |  |  |  |  |  |  |  |  |
|  | 13. Amélie-Éléonore de Solms-Braunfels (bg)                      |  |  |  |  |  |  |  |  |  |  |  |  |  |  |  |  |  |  |
|  |                                                                  |  |  |  |  |  |  |  |  |  |  |  |  |  |  |  |  |  |  |
|  |                                                                  |  |  |  |  |  |  |  |  |  |  |  |  |  |  |  |  |  |  |
|  | 27. Sophie-Madeleine de Solms-Laubach (bg)                       |  |  |  |  |  |  |  |  |  |  |  |  |  |  |  |  |  |  |
|  |                                                                  |  |  |  |  |  |  |  |  |  |  |  |  |  |  |  |  |  |  |
|  |                                                                  |  |  |  |  |  |  |  |  |  |  |  |  |  |  |  |  |  |  |
|  | 3. Adélaïde d'Anhalt-Bernbourg-Schaumbourg-Hoym                  |  |  |  |  |  |  |  |  |  |  |  |  |  |  |  |  |  |  |
|  |                                                                  |  |  |  |  |  |  |  |  |  |  |  |  |  |  |  |  |  |  |
|  |                                                                  |  |  |  |  |  |  |  |  |  |  |  |  |  |  |  |  |  |  |
|  | 28. Charles-Auguste de Nassau-Weilbourg                          |  |  |  |  |  |  |  |  |  |  |  |  |  |  |  |  |  |  |
|  |                                                                  |  |  |  |  |  |  |  |  |  |  |  |  |  |  |  |  |  |  |
|  |                                                                  |  |  |  |  |  |  |  |  |  |  |  |  |  |  |  |  |  |  |
|  | 14. Charles-Christian de Nassau-Weilbourg                        |  |  |  |  |  |  |  |  |  |  |  |  |  |  |  |  |  |  |
|  |                                                                  |  |  |  |  |  |  |  |  |  |  |  |  |  |  |  |  |  |  |
|  |                                                                  |  |  |  |  |  |  |  |  |  |  |  |  |  |  |  |  |  |  |
|  | 29. Frédérique-Augusta de Nassau-Idstein                         |  |  |  |  |  |  |  |  |  |  |  |  |  |  |  |  |  |  |
|  |                                                                  |  |  |  |  |  |  |  |  |  |  |  |  |  |  |  |  |  |  |
|  |                                                                  |  |  |  |  |  |  |  |  |  |  |  |  |  |  |  |  |  |  |
|  | 7. Amélie de Nassau-Weilbourg                                    |  |  |  |  |  |  |  |  |  |  |  |  |  |  |  |  |  |  |
|  |                                                                  |  |  |  |  |  |  |  |  |  |  |  |  |  |  |  |  |  |  |
|  |                                                                  |  |  |  |  |  |  |  |  |  |  |  |  |  |  |  |  |  |  |
|  | 30. Guillaume IV d'Orange-Nassau                                 |  |  |  |  |  |  |  |  |  |  |  |  |  |  |  |  |  |  |
|  |                                                                  |  |  |  |  |  |  |  |  |  |  |  |  |  |  |  |  |  |  |
|  |                                                                  |  |  |  |  |  |  |  |  |  |  |  |  |  |  |  |  |  |  |
|  | 15. Caroline d'Orange-Nassau                                     |  |  |  |  |  |  |  |  |  |  |  |  |  |  |  |  |  |  |
|  |                                                                  |  |  |  |  |  |  |  |  |  |  |  |  |  |  |  |  |  |  |
|  |                                                                  |  |  |  |  |  |  |  |  |  |  |  |  |  |  |  |  |  |  |
|  | 31. Anne de Grande-Bretagne                                      |  |  |  |  |  |  |  |  |  |  |  |  |  |  |  |  |  |  |
|  |                                                                  |  |  |  |  |  |  |  |  |  |  |  |  |  |  |  |  |  |  |
|  |                                                                  |  |  |  |  |  |  |  |  |  |  |  |  |  |  |  |  |  |  |

### Correspondance d'Amélie avec son père
- (el) Vana Bushe et Michaël Bushe, Ανέκδοτες επιστολές της βασίλισσας Αμαλίας στον πατέρα της, 1836-1853, Βιβλιοπωλείον της Εστίας,‎ 2011, 891 p. (ISBN 978-960-05-1506-0)

### Sur Amélie et OthonIer
- (de) Ernst G. Boeckel, Traurede bei der Vermählung I. H. Amalie von Oldenburg mit S. M. Otho von Griechenland, 1836 (lire en ligne)
- (en) Leonard Bower, Otho I : King of Greece, a biography, Royalty Digest, 2001 (ISBN 1-905159-12-9) [réédition d'un ouvrage de 1939]
- (de) Collectif, Amalie, 1818-1875 : Herzogin von Oldenburg, Königin von Griechenland, Oldenbourg, Isensee, 2004 (ISBN 3-89995-122-0)
- (de) Christian Dümler et Kathrin Jung, Von Athen nach Bamberg : König Otto von Griechenland, Munich, Bayerische Schlösserverwaltung, 2002 (ISBN 3-932982-45-2) [livret d'exposition]
- (de) Günther Jansen, « Königin Amalie von Griechenland, geborene Herzogin von Oldenburg », dans Nordwestdeutsche Studien, Verlag von Gebrüder Paetel, 1904 (lire en ligne), p. 29-61.
- (de) Gisela Niemöller, Die Engelinnen im Schloß; eine Annäherung an Cäcilie, Amalie und Friederike von Oldenburg, Oldenbourg, Isensee, 1997, 162 p. (ISBN 3-89598-463-9).
- (en) E. Poulakou-Rebelakou, C. Tsiamis, N. Tompros et G. Creatsas, « The lack of a child, the loss of a throne: the infertility of the first royal couple of Greece (1833–62) », The Journal of the Royal College of Physicians of Edinburgh, vol. 41,‎ 2011, p. 73-77 (lire en ligne)
- (el) Lazarou E. Vladimiros, Aristides G. Diamantis et Georgios I. Androutsos, Το αίτιο ατεκνίας της βασίλισσας Αμαλίας, Athènes, Ζήτα,‎ 2008 (ISBN 978-960-7144-99-7)
- (el) Alexandre L. Zaoussis, Αμαλια και Οθων, Okeanida,‎ 2002 (ISBN 960-410-254-0)

### Histoire de la Grèce
- (en) Richard Clogg, A Concise History of Greece, Cambridge, Cambridge U.P., 1992, 257 p. (ISBN 0-521-37830-3)
- (fr) Édouard Driault et Michel Lhéritier, Histoire diplomatique de la Grèce de 1821 à nos jours : Le Règne d'Othon - La Grande Idée (1830-1862), t. II, PUF, 1926 (lire en ligne)
- (fr) Édouard Driault et Michel Lhéritier, Histoire diplomatique de la Grèce de 1821 à nos jours : Le Règne de Georges Ier avant le traité de Berlin (1862-1878) - Hellénisme et slavisme, t. III, PUF, 1926 (lire en ligne)
- (fr) Apostolos Vacalopoulos, Histoire de la Grèce moderne, Roanne, Horvath, 1975, 330 p. (ISBN 2-7171-0057-1)